# Vincent
 For alternative betydninger, se Vincent (flertydig). (Se også artikler, som begynder med Vincent)
Vincent (kort bl.a. Vince, Vinnie, Vin) kan både være et drengenavn og et efternavn. Den franske og spanske udgave af navnet er Vicente, alle er afledninger af det latinske navn Vincentius. Navnet betyder "at erobre", fra det latinske "vincere". Ca. 450 drenge/mænd hedder Vincent til fornavn i Danmark i 2011.
Forkortelserne Vinnie og Vin bruges også som pigenavne, hvor de er forkortelser af Vinifred.

## Kendte personer med navnet

### Fornavn
- Sankt Vincent, katolsk helgen, der har dansk navnedag den 22. januar
- Vincent Frederik Minik Alexander, dansk prins.
- Mike "Vincent" Jones, amerikansk wrestler.
- Vincent van Gogh, hollandsk maler.
- Vincents Lerche, dansk hofembedsmand og godsejer.
- Vincent F. Hendricks, dansk filosof og professor.
- Vincent Ryder, dansk sanger og musiker.
- Vince Vaughn, amerikansk skuespiller.
- Vinnie Jones, walisisk fodboldspiller og skuespiller.
- Vin Diesel, amerikansk skuespiller.

### Efternavn
- Edgar Vincent, engelsk statsmand.
- François-André Vincent, fransk maler.
- Gene Vincent, amerikansk musiker.